# Anatolij Firsow
Anatolij Wasiljewicz Firsow (ros. Анатолий Васильевич Фирсов; ur. 1 lutego 1941 w Moskwie, zm. 24 lipca 2000 w Firsanowce, rejon Chimki, obwód moskiewski) – radziecki hokeista, reprezentant ZSRR, trzykrotny olimpijczyk, trener hokejowy. Działacz państwowy.

## Kariera zawodnicza
- Spartak Moskwa (1958-1961)
- CSKA Moskwa (1961-1973)

Wychowanek Spartaka, do składu którego trafił w wieku 17 lat w 1958. W 1961 został powołany do służby wojskowej i w związku z tym został przeniesiony do innego stołecznego klubu, armijnego CSKA. Był jego wieloletnim zawodnikiem przez kolejnych 13 sezonów. W ramach mistrzostw ZSRR rozegrał 474 meczów, w których strzelił 346 goli.

Hokej dla nas był pracą i zabawą. Więc nawet nie myśleliśmy, gdy mówili nam: "Jeśli wygracie, zapłacimy wam dobre pieniądze". Wiedzieliśmy, że i tak nie zapłacą nam praktycznie nic, lecz była to po prostu miłość hokeja. Uważaliśmy siebie za zawodowców z wynagrodzeniem dla amatorów. (Anatolij Firsow)

Uczestniczył w turniejach mistrzostw świata w 1964, 1965, 1966, 1967, 1968, 1969, 1970, 1971 oraz zimowych igrzysk olimpijskich 1964, 1968, 1972. W tym czasie był powoływany do reprezentacji przez wybitnego trenera reprezentacji Anatolija Tarasowa, który równolegle był jego szkoleniowcem w zespole klubowym CSKA i doceniał jego umiejętności. Z kadrą ZSRR ośmiokrotnie zdobył tytuł mistrzów świata, zaś indywidualnie trzykrotnie był najskuteczniejszym zawodnikiem i strzelcem turnieju, cztery razy był wybierany do składu gwiazd turnieju (dwukrotnie jako lewoskrzydłowy i dwukrotnie jako prawoskrzydłowy) oraz trzy razy został uznany najlepszym napastnikiem turnieju. Łącznie na turniejach zimowych igrzysk olimpijskich w 67 rozegranych meczach strzelił 66 goli.
Po odejściu Tarasowa ze stanowiska trenera, przywiązany do niego Firsow postanowił zakończyć karierę w wieku 32 lat (jak przyznał, był „oddany Tarasowowi” i „nie wierzył już żadnemu innemu trenerowi”). Wówczas w 1972 przedstawiciele kanadyjskiego klubu Montreal Canadiens sondowali możliwość występów Firsowa w jego barwach w zawodowej lidze NHL, lecz ich zapytanie pozostało bez odpowiedzi ze strony radzieckich władz. W trakcie ostatniego meczu Turnieju Izwiestii 21 grudnia 1973 ZSRR–Czechosłowacja (7:1) wystąpił po raz ostatni jako czynny zawodnik pojawiając się na lodzie w sposób symboliczny (prócz niego ostatni raz wystąpili wówczas Aleksandr Ragulin i Witalij Dawydow).
Został uznany za jednego z najlepszych napastników w historii hokeja. Mimo że dysponował wątłymi warunkami fizycznymi (był niewysoki i szczupły – z uwagi na to określano go mianem „filigranowy”), dzięki konsekwentnemu treningowi rozwinął możliwości kondycyjne i siłowe.
Był doceniany z uwagi na nieprzeciętne umiejętności.

Trzy rzeczy uczyniły go lepszym niż ktokolwiek inny. Wymyślił zagranie krążkiem "od kija do łyżwy do kija", które wykonywał tak, jakby tracił panowanie; miał zabójczy strzał "z klepy", który przełamywał nogi bramkarzy, w czasie gdy tylko niewielu z nich ubierało maski na twarz; oraz miał niesamowite umiejętności operowania kijem. Był fanatykiem hokeja i trenował bez przerwy. (Igor Kuperman)

Przyczynił się do rozwoju hokeja w ZSRR swoim talentem przyciągając młodzież do tej dyscypliny.

Kiedy byłem dzieckiem, oglądanie go było niewiarygodne. Był legendą. Kilka pokoleń dzieciaków dorastało chcąc grać w hokeja z powodu Firsowa i przez to, co robił na lodzie. Był elektryzujący. Jego strzał był nie do zatrzymania. Wszystkie triki, które wykonywał na lodzie, były nie do powtórzenia. (Wiaczesław Fietisow)

W trakcie kariery zyskał pseudonim Mag.

## Kariera trenerska
- CSKA Moskwa (1972-1977)
- Reprezentacja ZSRR juniorów (1976-1977)
- Legia Warszawa (1977-1979)

Po zakończeniu kariery został trenerem i przez kilka lat trenował juniorów w CSKA. Absolwent Moskiewskiej Państwowej Akademii Kultury Fizycznej z 1977. Przez rok pracował z reprezentacją ZSRR juniorów do lat 18, zdobywając z nią brązowy medal na turnieju mistrzostw Europy w 1977. Następnie wyjechał do Polski i przez dwa lata był szkoleniowcem również wojskowego klubu, Legii Warszawa, z którą w 1978 uzyskał awans do ówczesnej I ligi (po nim trenerem w tym klubie był inny były zawodnik CSKA, Konstantin Łoktiew). Po demobilizacji z wojska w 1987 podjął pracę w Eksperymentalnym Stowarzyszeniu Młodzieżowym "Kirowiec" działając na rzecz nauki hokeja wśród młodzieży.

## Inne informacje
- Urodził się podczas wojny światowej, jego rodzicami byli Wasilij i Klawdija, miał dwoje rodzeństwa: brata Wiktora i siostrę Walentinę[5]. Wkrótce po jego narodzinach w 1941 jego ojciec zginął na froncie wojny z Niemcami[1][5].
- W 1973 opublikował książkę pt. Zapal światło zwycięstwa (ros. Зажечь победы свет)[3][11].
- Od 1968 należał do KPZR. W 1989 został wybranym deputowanym do Rady Najwyższej ZSRR. Jako parlamentarzysta działał na rzecz poprawy stanu zdrowia i sportu w Rosji[2][12] oraz osób niepełnosprawnych i byłych sportowców[5].
- W latach 90. prowadził działalność biznesową w Szwajcarii (posiadał hotel w tym kraju)[10].
- Ostatni mecz, o charakterze pokazowym, rozegrał w maju 2000 podczas jubileuszu 60 lat Wiaczesława Starszynowa[10].
- W 2000 zmarła jego żona[5], a Anatolij Firsow zmarł dwa miesiące później na zawał serca w swojej daczy w miejscowości Firsanowka pod Moskwą[5][13]. Został pochowany na cmentarzu w miejscowości Schodnia. W 2001 na jego grobie umieszczono pomnik wraz z krzyżem[14].
- Miał syna Anatolija, który wraz z Wiktorem Kuźkinem założył Fundację Anatolija Firsowa[14].
- W pierwszą rocznicę jego śmierci imieniem Anatolija Firsowa nazwano diament znaleziony w Jakucji o wadze 94 karatów[15]. W późniejszym czasie informowano o diamencie nazwanym jego imieniem o wadze 181,59 karatów[16][17]
- W 2011 powstał film dokumentalny z serii Gwiazdy sowieckiego lodu, poświęcony Anatolijowi Firsowowi i Władimirowi Jurzinowowi[9].

## Osiągnięcia
Reprezentacyjne
- Złoty medal mistrzostw świata: 1964, 1965, 1966, 1967, 1968, 1969, 1970, 1971
- Złoty medal mistrzostw Europy: 1964, 1965, 1966, 1967, 1968, 1969, 1970
- Srebrny medal mistrzostw Europy: 1971
- Złoty medal igrzysk olimpijskich: 1964, 1968, 1972

Klubowe
- Złoty medal mistrzostw ZSRR: 1963, 1964, 1965, 1966, 1968, 1970, 1971, 1972, 1973 z CSKA Moskwa
- Srebrny medal mistrzostw ZSRR: 1967, 1969 z CSKA Moskwa
- Brązowy medal mistrzostw ZSRR: 1962 z CSKA Moskwa
- Puchar ZSRR: 1966, 1967, 1968, 1969, 1973 z CSKA Moskwa
- Puchar Europy: 1969, 1970, 1971, 1972, 1973 z CSKA Moskwa

Indywidualne
- Mistrzostwa Świata w Hokeju na Lodzie 1967:
  - Pierwsze miejsce w klasyfikacji kanadyjskiej turnieju: 22 punkty
  - Skład gwiazd turnieju (jako lewoskrzydłowy)
  - Najlepszy napastnik turnieju
- Sezon 1967/1968 ligi radzieckiej:
  - Najlepszy zawodnik sezonu mistrzostw ZSRR w hokeju na lodzie
- Hokej na lodzie na Zimowych Igrzyskach Olimpijskich 1968:
  - Pierwsze miejsce w klasyfikacji strzelców turnieju: 12 goli
  - Pierwsze miejsce w klasyfikacji kanadyjskiej turnieju: 16 punktów
  - Skład gwiazd turnieju
  - Najlepszy napastnik turnieju
- Mistrzostwa Świata w Hokeju na Lodzie 1968:
  - Pierwsze miejsce w klasyfikacji strzelców turnieju: 12 goli
  - Pierwsze miejsce w klasyfikacji kanadyjskiej turnieju: 16 punktów
  - Skład gwiazd turnieju (jako lewoskrzydłowy)
  - Najlepszy napastnik turnieju
- Sezon 1968/1969 ligi radzieckiej:
  - Najlepszy zawodnik sezonu mistrzostw ZSRR w hokeju na lodzie
- Mistrzostwa Świata w Hokeju na Lodzie 1969:
  - Pierwsze miejsce w klasyfikacji strzelców turnieju: 10 goli
  - Pierwsze miejsce w klasyfikacji kanadyjskiej turnieju: 14 punktów
  - Skład gwiazd turnieju (jako lewoskrzydłowy)
- Mistrzostwa Świata w Hokeju na Lodzie 1970:
  - Skład gwiazd turnieju
- Sezon 1970/1971 ligi radzieckiej:
  - Najlepszy zawodnik sezonu mistrzostw ZSRR w hokeju na lodzie
- Mistrzostwa Świata w Hokeju na Lodzie 1971:
  - Pierwsze miejsce w klasyfikacji strzelców turnieju: 11 goli
  - Pierwsze miejsce w klasyfikacji kanadyjskiej turnieju: 19 punktów
  - Skład gwiazd turnieju (jako lewoskrzydłowy)
  - Najlepszy napastnik turnieju
- Sezon 1971/1972 ligi radzieckiej:
  - Nagroda Najlepsza Trójka dla tercetu najskuteczniejszych strzelców ligi (oraz Walerij Charłamow i Władimir Wikułow) - łącznie 78 goli

Szkoleniowe
- Brązowy medal mistrzostw Europy juniorów do lat 18: 1977 z ZSRR
- Złoty medal II ligi polskiej i awans do I ligi polskiej: 1978

## Wyróżnienia i odznaczenia
Wyróżnienia sportowe
- Zasłużony Mistrz Sportu ZSRR w hokeju na lodzie: 1964
- Zasłużony Trener ZSRR
- Galeria Sławy IIHF: 1998[10]
- Rosyjska Galeria Hokejowej Sławy: 2014 (pośmiertnie)

Odznaczenia państwowe
- Order „Znak Honoru”: 1965, 1968[2]
- Order Czerwonego Sztandaru Pracy: 1972[2]